# 버스, 정류장
"버스, 정류장"은 2002년에 개봉한 대한민국의 영화이다. 

## 캐스팅
- 김태우 - 재섭 역
- 김민정 - 소희 역
- 이대연 - 중년 남 역
- 박성근 - 윤수 역
- 이명호 - 영어 강사 역
- 한기중 - 원장 역
- 구혜령 - 여자 동기 1 역
- 윤진서 - 여학생 3 역
- 정대훈 - 남학생 2 역
- 김경래 - 남학생 4 역
- 정경호 - 함지기 1 역
- 유형관 - 포장마차 주인 역
- 최민금 - 찌라시 아줌마 역
- 김영웅 - 중고차 판매원 역
- 이명호 - 영어강사 역
- 김예령 - 혜경 역 (특별출연)

## 줄거리
더 나아질 것도 더 나빠질 것도 없을 것 같은 평범한 일상을 보내는 보습학원 국어강사인 '재섭'(김태우 분)은 사람들과의 거리를 두고 생활한다. 동료교사들과의 회식에도 잘 참석하지 않고, 친구들과의 연락도 거의 하지 않는 폐쇄적인 삶을 살고 있다. 학부때 사랑했던 대학 여자동기의 결혼축하모임에서 억눌린 감정을 표출해보지만 친구들과의 거리는 점점 더 멀어져만 간다. 그런 그의 일상에 고등학교 1학년인 열일곱살의 소녀 '소희'(김민정 분)가 들어온다. 그들은 서로가 안고 있는 상처를 알아보고 점차적으로 마음을 열어나간다.

## 같이 보기
- 버스, 정류장 사운드트랙